# Jean-Michel Gascuel
Pour les articles homonymes, voir Gascuel.
 (décembre 2011).
Si vous disposez d'ouvrages ou d'articles de référence ou si vous connaissez des sites web de qualité traitant du thème abordé ici, merci de compléter l'article en donnant les références utiles à sa vérifiabilité et en les liant à la section « Notes et références ».
Jean-Michel Gascuel, né le 23 mai 1949 à Alès, est un créateur français.

## Biographie
Jean-Michel Gascuel est né à Alès dans le Gard, ville dans laquelle il a passé son enfance. Après des études aux Beaux-Arts de Lyon, il devient professeur de dessin et enseigne cette discipline pendant un an en Suisse, puis revient en France où il poursuit le cycle Machines à communiquer de Pierre Schaeffer, au Centre de la Recherche de l’ORTF. Parallèlement, il mène une carrière de styliste en tissus pour la haute couture et le prêt-à-porter féminin (Gucci, Lanvin, Féraud, Yves Saint Laurent, Cacharel…) 
Au début des années 1980, après une année sabbatique, il décide de changer de voie et se met à écrire des chansons. Il en écrira pour Vivian Reed, George Chakiris, Suzy Andrews, Bruno Grimaldi, Martine Lepage, Cléa Pastore et fera paraître sous son propre nom deux albums contenant plusieurs hits, dont « La longue nuit » sorti en 1982 chez EMI, « Le chien aux yeux jaunes » sorti en 1984 chez Epic et « Ça m’fait mal au cœur », adaptation d’un titre de J.J. Cale, paru également chez Epic en 1986. 
Parallèlement, il illustre de nombreuses pochettes de disques et fera des campagnes de publicité pour des artistes tels que Devo, Siouxsie and the Banshees, Bryan Ferry, les Bee Gees, Renaud, Jean-Pierre Castelain et des labels tels que Virgin, Polydor, Philips et Barclay. En 1987 il fonde la société VMG, qu’il dirige jusqu’en 1989. La même année, associé à Polygram, Bain & Company, Sony Music et Electronic Serge Dassault, il lance le distributeur automatique « Self Music », l’une de ses inventions. En 1988 il crée le micro CD « 6,35 » qu’il présentera au Midem l’année suivante. La même année, à la demande d’une grande banque française, il prend la direction de l’Orchestre Philharmonique de France et s'associe à Max Amphoux, producteur emblématique de la scène française (Alain Bashung, Jean-Patrick Capdevielle, William Sheller, Marie-Paule Belle, Bibie, Michel Delpech, La Grande Sophie...) Directeur de production jusqu’en 1999, il fonde ensuite la société «Immart», destinée à la recherche et au développement de produits multimédias. Consultant et fournisseur de contenus pour des majors de la téléphonie mobile (Movilisto, Index Multimédia, Buongiorno…) Il crée fin 2009 la société Googtime, chargée de développer des applications et des contenus pour les supports mobiles de dernière génération.